# 제1회 일본 중의원 의원 총선거
1890년 일본 중의원의원 선거 또는 제1회 일본 중의원 의원 선거는 1889년에 제정된 일본 제국 헌법(메이지 헌법)에 따라 일본 제국의회 중의원을 구성하기 위해 치러진 최초의 민선 선거이다.

## 개요
1889년 공포된 대일본제국 헌법에 근거하여 치러지게 된 일본 최초의 민선 선거가 된다. 다만 선거권에는 여러 조건이 있었는데, 유권자는 25세 이상의 남성으로서 15엔 이상의 세금을 납부하고 해당 현에 1년 이상 거주한 자여야 했다. 이 조건을 만족하는 것은 당시 일본의 총 인구 39,933,478명 중 450,872명(1.13%)에 불과했다. 이 조건은 나중에 1925년 보통선거법 도입으로 완화되어 선거권이 모든 25세 이상의 남성으로 확대되었다.
선거 결과 입헌자유당과 입헌개진당 등 기존의 민권파인 '민당'(民党)이 정부 계열의 이당(吏党)파에 대해 승리를 거두면서 정부를 견제하기 시작했다. 그 중 입헌자유당은 선거 당시에는 자유당(自由党), 대동구락부(大同倶楽部), 애국공당(愛国公党)의 3개 당이었으나 선거 직후에 합하여 성립하였다. 마찬가지로 이당파인 대성회나 국민자유당도 선거 이후에 구성된 정당들이다.

## 선거 결과
| 정당       | 의석수 |
| ---------- | ------ |
| 입헌자유당 | 130석  |
| 대성회     | 79석   |
| 입헌개진당 | 41석   |
| 국민자유당 | 5석    |
| 무소속     | 45석   |
| 합계       | 300    |